# Sandro Munari
Sandro Munari, (27 de marzo de 1940, Italia) es un piloto italiano de rally que ha competido en el Campeonato del Mundo de Rally desde 1973 a 1984. Resultó vencedor de la Copa de la FIA de Pilotos de Rally en 1977. Ha participado en 36 pruebas y ganado en 7, subiéndose al podio en 14 ocasiones. También ha sido campeón de Italia de Rally en 1967 y 1969 y Campeón de Europa de rally en 1973.
Ganó en 1977 la FIA Cup for Rally Drivers (Copa FIA para pilotos), antecedente del Campeonato del Mundo de Pilotos, ya que hasta entonces solo puntuaban las marcas para el Campeonato de Constructores. No fue hasta 1979 cuando se introdujo el Campeonato de Pilotos de manera definitiva.
También ganó el Rally de Montecarlo de 1972, cuando era puntuable para el Campeonato Internacional de Marcas, el Total Rally South Africa y el Rally San Martino di Castrozza de 1977, este último puntuable para el Europeo.
Los últimos años en el mundial tan solo participaba en el Rally Safari.

## Palmarés

### Victorias en el WRC
| # | Año  | Rally                                  | Copiloto       | Automóvil         |
| - | ---- | -------------------------------------- | -------------- | ----------------- |
| 1 | 1974 | 16º Rallye Sanremo                     | Mario Mannucci | Lancia Stratos HF |
| 2 | 1974 | 3rd Rally Rideau Lakes                 | Mario Mannucci | Lancia Stratos HF |
| 3 | 1975 | 43ème Rallye Automobile de Monte-Carlo | Mario Mannucci | Lancia Stratos HF |
| 4 | 1976 | 44ème Rallye Automobile de Monte-Carlo | Silvio Maiga   | Lancia Stratos HF |
| 5 | 1976 | 10º Rallye de Portugal Vinho do Porto  | Silvio Maiga   | Lancia Stratos HF |
| 6 | 1976 | 20ème Tour de Corse                    | Silvio Maiga   | Lancia Stratos HF |
| 7 | 1977 | 45ème Rallye Automobile de Monte-Carlo | Silvio Maiga   | Lancia Stratos HF |

### Resultados completos WRC
| Año  | Equipo  | Automóvil                   | 1       | 2       | 3       | 4       | 5       | 6       | 7     | Posic. | Puntos |
| ---- | ------- | --------------------------- | ------- | ------- | ------- | ------- | ------- | ------- | ----- | ------ | ------ |
| 1973 | Privado | Lancia Fulvia HF            | MON Ret |         |         |         |         |         |       | NP     | NP     |
| 1974 | Lancia  | Lancia Fulvia HF            | SAF 3   |         |         |         |         |         |       | NP     | NP     |
| 1974 | Lancia  | Lancia Stratos HF           |         | SRM 1   | CAN 1   | USA Ret | GBR 3   | FRA Ret |       | NP     | NP     |
| 1975 | Lancia  | Lancia Stratos HF           | MON 1   | SAF 2   | SRM Ret | FRA Ret | GBR Ret |         |       | NP     | NP     |
| 1976 | Lancia  | Lancia Stratos HF           | MON 1   | POR 1   | SAF Ret | MAR 3   | SRM 2   | FRA 1   | GBR 4 | NP     | NP     |
| 1977 | Privado | Lancia Stratos HF           | MON 1   | SAF 3   | SRM Ret | FRA Ret | GBR 25  |         |       | NP     | NP     |
| 1978 | Privado | Lancia Stratos HF           | MON Ret |         |         |         |         | GBR Ret |       | NP     | NP     |
| 1978 | Privado | Fiat 131 Abarth             |         | POR Ret | GRE Ret | ITA Ret | FRA 3   |         |       | NP     | NP     |
| 1979 | Privado | Fiat 131 Abarth             | SAF 10  |         |         |         |         |         |       | 75.º   | 1      |
| 1980 | Privado | Fiat 131 Abarth             | CDM 6   |         |         |         |         |         |       | 40.º   | 6      |
| 1981 | Privado | Dodge Ramcharger            | SAF Ret |         |         |         |         |         |       | -      | 0      |
| 1982 | Privado | Porsche 911                 | SAF Ret |         |         |         |         |         |       | -      | 0      |
| 1983 | Privado | Alfa Romeo GTV6             | SAF Ret |         |         |         |         |         |       | -      | 0      |
| 1984 | Privado | Toyota Celica Twincam Turbo | SAF Ret |         |         |         |         |         |       | -      | 0      |

- Nota: entre 1973 y 1978 no se celebró el campeonato de pilotos.

### Copa FIA para pilotos
| Año  | Equipo  | Automóvil      | 1     | 2     | 3     | 4     | Posic. | Puntos |
| ---- | ------- | -------------- | ----- | ----- | ----- | ----- | ------ | ------ |
| 1977 | Privado | Lancia Stratos | MON 1 | SAF 3 | TSA 1 | SMC 1 | 1º     | 31     |